# Oligia invisa
Oligia invisa là một loài bướm đêm trong họ Noctuidae.